# Heroes & Thieves
Heroes & Thieves è il terzo album della cantautrice statunitense Vanessa Carlton, pubblicato il 9 ottobre 2007 per la The Inc., Universal.

## Accoglienza
| Recensione           | Giudizio |
| -------------------- | -------- |
| AllMusic             |          |
| Entertainment Weekly | B        |
| PopMatters           | 8/10     |
| Slant Magazine       |          |

Heroes & Thieves ha ottenuto recensioni positive da parte dei critici musicali. Su Metacritic, sito che assegna un punteggio normalizzato su 100 in base a critiche selezionate, l'album ha ottenuto un punteggio medio di 79 basato su otto recensioni.

## Tracce
1. Nolita Fairytale – 3:28 (Vanessa Carlton, Stephan Jenkins)
2. Hands on Me – 3:01 (Vanessa Carlton, Stephan Jenkins)
3. Spring Street – 4:10 (Vanessa Carlton, Linda Perry)
4. My Best – 3:00 (Vanessa Carlton)
5. Come Undone – 4:35 (Vanessa Carlton, Stephan Jenkins)
6. The One (feat. Stevie Nicks) – 4:05 (Vanessa Carlton, Stephan Jenkins, Perry)
7. Heroes & Thieves – 3:47 (Vanessa Carlton)
8. This Time – 3:49 (Vanessa Carlton, Linda Perry)
9. Fools Like Me – 3:10 (Vanessa Carlton)
10. Home – 5:38 (Vanessa Carlton, Stephan Jenkins)
11. More Than This – 4:48 (Vanessa Carlton)

## Successo commerciale
Negli Stati Uniti Heroes & Thieves ha debuttato alla posizione #44 della Billboard 200, vendendo 18 200 copie nella prima settimana.

## Classifiche
| Classifica (2007) | Posizione massima |
| ----------------- | ----------------- |
| Stati Uniti       | 44                |